# Senbere Teferi
Senbere Teferi (3 maggio 1995) è una mezzofondista e maratoneta etiope.

## Palmarès
| Anno | Manifestazione      | Sede           | Evento         | Risultato | Prestazione | Note                                     |
| ---- | ------------------- | -------------- | -------------- | --------- | ----------- | ---------------------------------------- |
| 2011 | Mondiali allievi    | Lilla          | 1500 m piani   | Argento   | 4'10"54     |                                          |
| 2012 | Mondiali juniores   | Barcellona     | 1500 m piani   | Bronzo    | 4'08"28     |                                          |
| 2013 | Mondiali            | Mosca          | 1500 m piani   | Batteria  | 4'11"41     |                                          |
| 2015 | Mondiali di cross   | Guiyang        | Corsa seniores | Argento   | 26'06"      |                                          |
| 2015 | Mondiali di cross   | Guiyang        | A squadre      | Oro       | 11 p.       |                                          |
| 2015 | Mondiali            | Pechino        | 5000 m piani   | Argento   | 14'44"07    |                                          |
| 2016 | Giochi olimpici     | Rio de Janeiro | 5000 m piani   | 5ª        | 14'43"75    |                                          |
| 2017 | Mondiali            | Londra         | 5000 m piani   | 4ª        | 14'47"45    |                                          |
| 2018 | Campionati africani | Asaba          | 5000 m piani   | Argento   | 15'54"48    |                                          |
| 2019 | Mondiali            | Doha           | 10000 m piani  | 6ª        | 30'44"23    | Miglior prestazione personale stagionale |
| 2021 | Giochi olimpici     | Tokyo          | 5000 m piani   | 6ª        | 14'45"11    |                                          |

## Campionati nazionali
2011
- 4ª ai campionati etiopi, 1500 m piani - 4'20"29

2012
- Oro ai campionati etiopi juniores, 1500 m piani - 4'14"13

2013
- Oro ai campionati etiopi, 5000 m piani - 16'20"99
- Oro ai campionati etiopi juniores, 3000 m piani - 9'12"96

2017
- Oro ai campionati etiopi, 5000 m piani - 15'12"2

2021
- Oro ai campionati etiopi di mezza maratona - 1h10'52"

## Altre competizioni internazionali
2013
- 10ª all'Herculis ( Monaco), 1500 m piani - 4'04"55

2014
- 9ª al Doha Diamond League ( Doha), 3000 m piani - 8'41"54
- Argento al Golden Spike Ostrava ( Ostrava), 2000 m piani - 5'34"27
- Oro al Cross de l'Acier ( Leffrinckoucke) - 23'33"

2015
- 5ª al Meeting de Paris ( Parigi), 5000 m piani - 14'36"44
- Argento ai Bislett Games ( Oslo), 5000 m piani - 14'38"57
- Bronzo allo Shanghai Golden Grand Prix ( Shanghai), 5000 m piani - 14'41"98
- Bronzo al Doha Diamond League ( Doha), 1500 m piani - 4'01"86
- 8ª all'Athletissima ( Losanna), 1500 m piani - 4'06"81

2016
- Bronzo al Memorial Van Damme ( Bruxelles), 5000 m piani - 14'29"82
- 4ª al Golden Gala ( Roma), 5000 m piani - 14'37"19
- Argento alla Great South Run ( Portsmouth), 10 miglia - 52'51"

2017
- Argento agli FBK Games ( Hengelo), 10000 m piani - 30'41"68
- Bronzo al Memorial Van Damme ( Bruxelles), 5000 m piani - 14'32"03

2018
- Argento in Coppa continentale ( Ostrava), 3000 m piani - 8'32"49
- Argento alla World 10K Bangalore ( Bangalore) - 31'22"

2019
- 11ª al Prefontaine Classic ( Eugene), 3000 m piani - 8'36"26
- Bronzo alla World 10K Bangalore ( Bangalore) - 33'55"
- Oro alla Mezza maratona di Valencia ( Valencia) - 1h05'32"

2020
- 7ª alla Maratona di Tokyo ( Tokyo) - 2h25'22"
- Bronzo alla Mezza maratona di Valencia ( Valencia) - 1h05'51"

2021
- Argento al Prefontaine Classic ( Eugene), 5000 m piani - 14'42"25
- Oro alla Adizero Road to Records ( Herzogenaurach), 5 km - 14'29"

2022
- 4ª al Cross Internacional Juan Muguerza ( Elgoibar) - 26'44"

2023
- 5ª alla Maratona di Berlino ( Berlino) - 2h19'21"

2024
- 7ª alla Maratona di New York ( New York) - 2h27'14"
- 5ª alla Maratona di Boston ( Boston) - 2h24'04"
- Argento alla Mezza maratona di Barcellona ( Barcellona) - 1h04'40"